# Chelydra serpentina
La tartaruga azzannatrice (Chelydra serpentina (Linnaeus, 1758)) è una chelidride originaria del Nord America.

## Descrizione

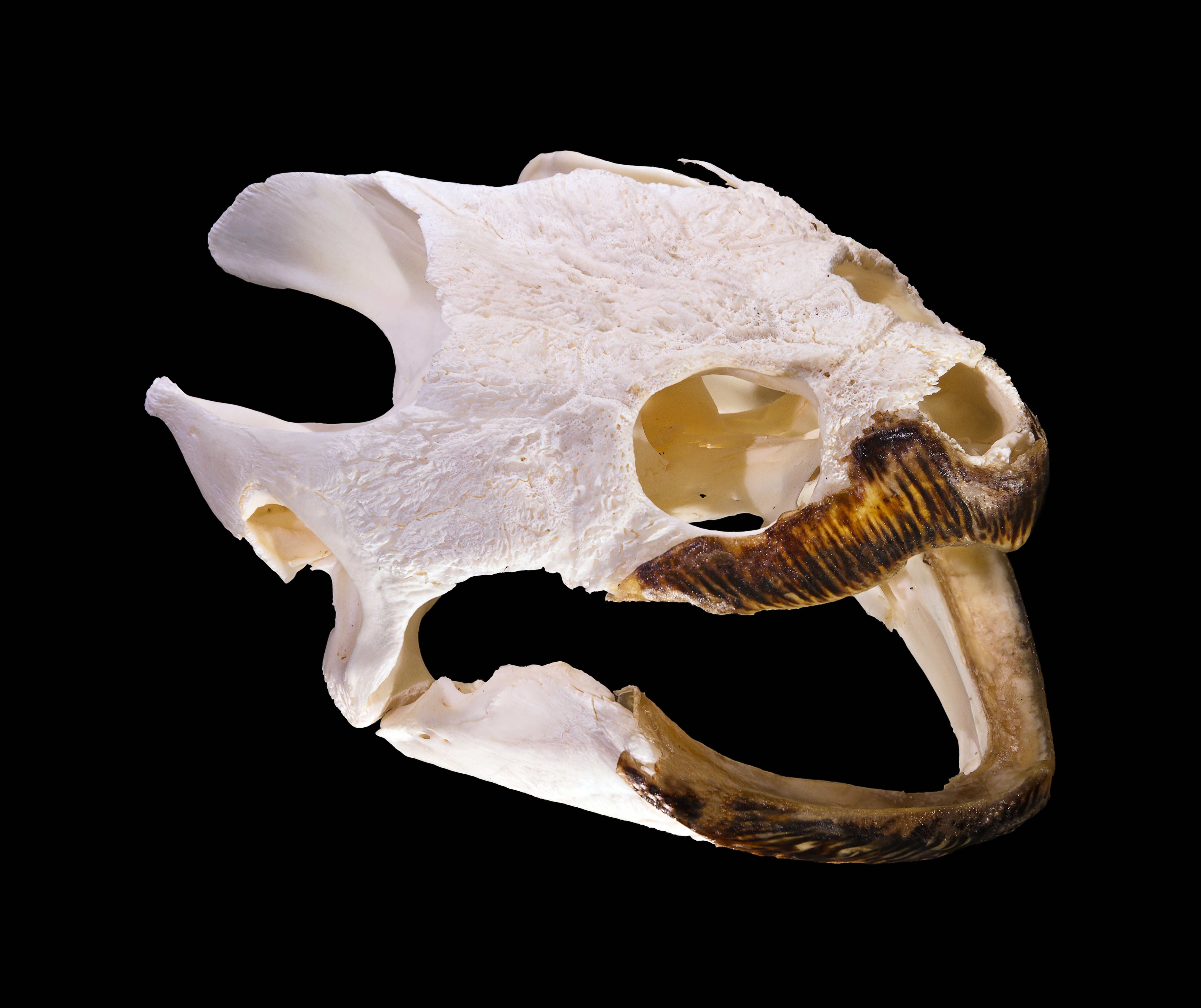
Cranio

È una delle testuggini d'acqua dolce più grandi, insieme alla testuggine alligatore. Il suo carapace può raggiungere i 48 cm anche se in genere arriva a circa 25 cm. Il peso varia dai 4,5 ai 6 kg, ma alcuni esemplari allevati in cattività sono arrivati a pesare ben 34 kg. Ha un corpo robusto, il carapace increspato (più evidente negli esemplari giovani) e una lunga coda. L'apparato muscolare è ben sviluppato, in particolare quello del collo, che permette di sferrare abili morsi dai movimenti che ricordano quelli di un serpente (da qui deriva "serpentina").

## Biologia

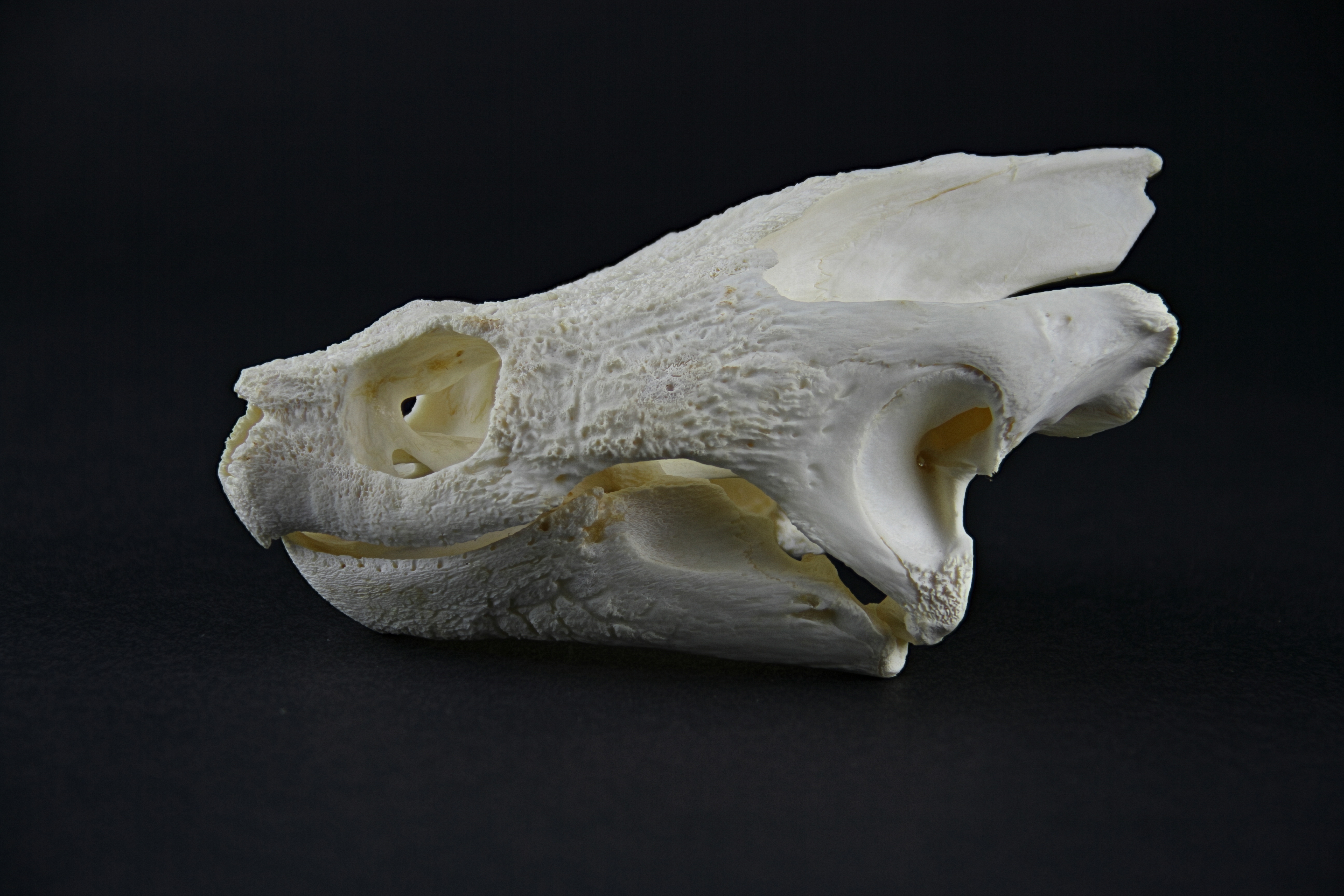
Cranio

È aggressiva quando fuori dall'acqua.

### Alimentazione
Si nutre di crostacei, pesci, anfibi, piccoli uccelli, mammiferi, carogne e piante acquatiche come la Lemna minor. Scatta velocemente per afferrare la preda con la bocca.

### Riproduzione
L'accoppiamento della serpentina avviene da aprile a novembre, poiché d'inverno cade in letargo.
La femmina depone dalle 25 alle 96 uova. Il sesso dei nuovi nati è determinato dalla temperatura di incubazione.

## Distribuzione e habitat

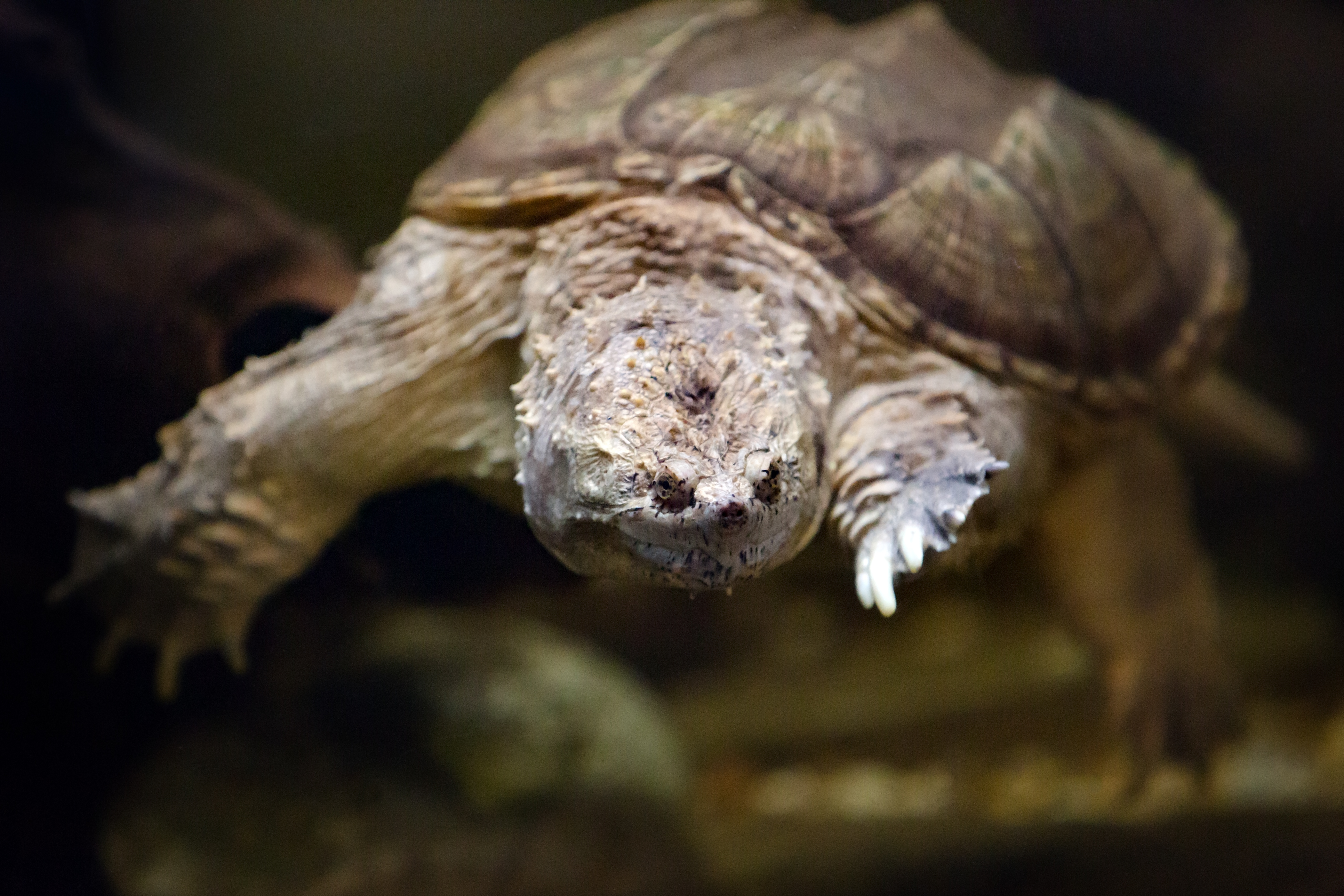
Testuggine azzannatrice

Comune in Nordamerica, l'area di diffusione di questa testuggine va dal Canada meridionale sino agli Stati Uniti d'America centrali e orientali e dalle coste atlantiche fino alle Montagne Rocciose.
Predilige acque stagnanti o a corso lento con fondo melmoso e ricche di vegetazione. È possibile trovarla anche in laghi, fiumi e paludi.

## Recuperi in Italia
L'abbandono in natura di esemplari cresciuti, allevati da amatori erpetofili nelle forme giovanili, rischia di introdurre questo rettile come specie aliena in molti ambienti naturali. 
- Nel giugno 2009 un esemplare di circa 10 kg è stato catturato sulle rive del Po a Canaro (RO).[4]
- Il 27 agosto 2010 un esemplare di 20 kg è stato trovato nel Lazio, ai confini del Parco Nazionale del Circeo nei pressi di Pontinia (LT).[5]
- Nel marzo del 2011 un esemplare di circa 20 kg è stato trovato ad Anguillara (RM).[6]
- L'8 maggio 2011 un esemplare di circa 5 kg è stato trovato in località Noce Alta nel comune di Perdifumo (SA).[7]
- Il 24 giugno 2012 un esemplare adulto è stato trovato presso il laghetto del Bottaccione nel comune di Gubbio (PG).
- Nel giugno 2012 un esemplare di circa 25 anni e 35 cm di diametro è stato ritrovato a Badia a Pacciana (PT).
- Il 17 settembre 2012 un esemplare adulto è stato trovato a Stimigliano (RI), lungo l'argine del Tevere.
- Il 21 febbraio 2015 un esemplare adulto è stato recuperato dalla ANPANA Novara e Polizia Locale di Oleggio (NO).
- Il 16 maggio 2015 un esemplare adulto è stato trovato a Velletri (RM), lungo un canale di scolo di campagna.[8]
- Nel maggio 2016 un esemplare adulto di circa 6 kg e 20 anni d'età è stato recuperato presso Crotte, frazione di Strambino (TO).[9]
- Il 13 giugno 2016 un esemplare di circa 7 kg è stato rinvenuto a Cori (LT).[10]
- Il 5 aprile 2018 un esemplare di 8 kg è stato trovato a Castiglione d’Adda (LO),[11] lo stesso giorno è stato trovato un altro esemplare a Pomigliano d'Arco (NA).[12]
- Il 2 maggio 2018 un esemplare di 15 kg è stato trovato lungo la Strada Provinciale 346, nei pressi di Fucecchio (FI).[13]
- il 23 agosto 2018 un esemplare lungo circa 40 centimetri è stato trovato in un parchetto pubblico ad Arconate (MI).[14]
- Il 3 dicembre 2018 un esemplare di 6 Kg è stato trovato in uno stagno di Villa Pallavicino a Stresa (VB).
- Il 31 maggio 2020 un esemplare è stato trovato nel fiume Tevere nei pressi di Monterotondo (RM).[15]
- Il 25 giugno 2020 due esemplari sono stati recuperati a Lucinasco (IM).[16]
- L'8 maggio 2021 un esemplare di circa 10 kg è stato recuperato in un canale di scolo a Dosson, frazione di Casier (TV).[17]
- L'8 giugno 2021 un esemplare vagante è stato recuperato a Collegno (TO).
- Il 23 giugno 2021 un esemplare è stato recuperato in un laghetto privato a Cannara (PG).[18]
- Il 4 agosto 2021 un esemplare è stato recuperato nei pressi della diga Acea del lago di San Liberato, a Narni (TR).[19]
- Il 16 maggio 2022 un esemplare vagante è stato trovato in un laghetto del quartiere Monteverde di Roma.[20]
- Il 30 luglio 2022 un esemplare vagante è stato trovato sul Canale Villoresi nei pressi di Nerviano (MI).
- Il 17 maggio 2023 un esemplare è stato trovato fuori da un'abitazione a Capena (RM).[21]
- Il 5 giugno 2023 un esemplare è stato trovato nel giardino di un'abitazione a Fenegrò (CO).
- A settembre 2023 un esemplare viene recuperato in un laghetto sportivo a Pescia, in Toscana. L'esemplare è tuttora affidato all'Oasi WWF di Ronchi (MS).[22]
- Il 13 maggio 2024 un esemplare è stato trovato in un maneggio a Gassino (TO)
- Ad aprile 2025 un esemplare è stato rinvenuto mei pressi di un laghetto a Casinalbo (MO)[23]
- Il 26 maggio viene ritrovato un ulteriore esemplare tra Morlupo e Capena. Successivamente vengono trovati altri esemplari nelle zone limitrofe a stagni e piccoli fiumi nei pressi di Roma.

## Tassonomia

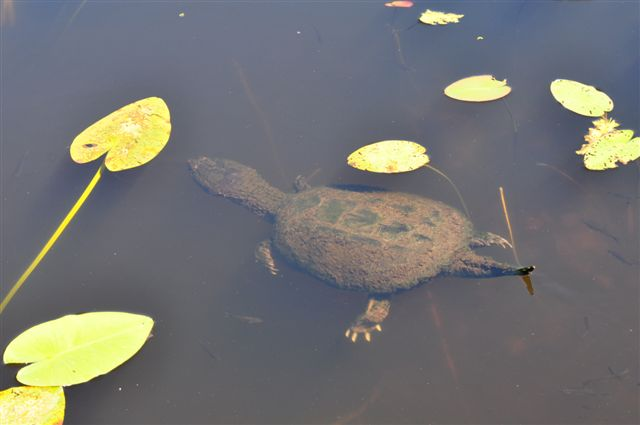
Esemplare mentre nuota

Sono note le seguenti sottospecie:
- Chelydra serpentina serpentina
- Chelydra serpentina osceola
- Chelydra serpentina rossignonii
- Chelydra serpentina acutirostris

## Conservazione
La IUCN Red List considera Chelydra serpentina una specie a basso rischio (Least concern).
In Italia ne è vietata la detenzione e la vendita poiché ritenuta pericolosa per l'incolumità e la salute pubblica. Eventuali detenzioni illegali o avvistamenti vanno segnalati ai Carabinieri Forestali.